# Урмиязы
Урмиязы (баш. Урмияҙ) — село в Аскинском районе Республики Башкортостан Российской Федерации. Административный центр Урмиязовского сельсовета. До упразднения уездно-губернского деления волостной центр Балакчинской волости.

## География
Расположено на реке Тюй вблизи северной границы республики, в 20 км от райцентра Аскино. К селу примыкают Новокичкольдино и Старокочкильдино. Ближайшая ж.-д. станция находится в 60 км от села в Щучьем Озере.

## Население
| 2002 | 2009 | 2010 |
| ---- | ---- | ---- |
| 684  | ↘599 | ↘583 |

## Инфраструктура
Личное подсобное хозяйство с зоной сельскохозяйственного использования, индивидуальная застройка усадебного типа.
Урмиязский сельский дом культуры. Урмиязская школа. ФАП.

## Транспорт
Автобусное сообщение с райцентром. Остановка общественного транспорта «Урмиязы». 